# Tullos (Louisiane)
Tullos est une ville des paroisses de La Salle et Winn, dans l'État de Louisiane, aux États-Unis,. En 2020, elle compte une population de 304 habitants.

## Démographie
Lors du recensement de 2010, la ville comptait une population de 385 habitants, tandis qu'en 2020, elle s'élève à 304 habitants.